# گروسلفینگن
گروسلفینگن (به آلمانی: Grosselfingen) یک شهر در آلمان است که در تسولرنالبکرایس واقع شده‌است. گروسلفینگن  ۲٬۱۲۲ نفر جمعیت دارد.